# Erbgroßherzog-Friedrich-Kaserne (Freiburg im Breisgau)
Die Erbgroßherzog-Friedrich-Kaserne war ein Komplex von militärischen Bauten in Freiburg im Breisgau, der im ausgehenden 19. Jahrhundert errichtet wurde. Die Gebäude ergänzten die Karlskaserne, die aus dem 18. Jahrhundert stammte. Die nach Erbherzog Friedrich II. benannte Kaserne befand sich auf einem Grundstück zwischen Sautierstrasse, Rennweg und der Stefan-Meier-Straße (damals: Bismarckstraße). Friedrich war bis 1897 in Freiburg stationiert.
Im Jahr 1888 begann die Einrichtung der Kaserne mit dem Bau des Exerzierhauses, bevor 1889 der Fahrzeugschuppen mit Montierungskammern in den Obergeschossen folgte. Beide Gebäude waren als Putzbauten ausgeführt. Im gleichen Jahr begann der Bau der Kaserne I, in der zwei Kompanien Platz fanden. Von 1893 bis 1895 wurden die Kasernen II und III für je zwei weitere Kompanien errichtet, sodass sechs Kompanien des 5. Badischen Infanterie-Regiments Nr. 113 dort Unterkunft fanden. Zudem entstand ein Wirtschaftsgebäude mit Mannschaftsküche, Waschküche, Marketenderei und Büchsenmacherei (in einem Anbau) sowie das Familienwohngebäude. Darin befanden sich Wohnungen für den Kaserneninspektor, den Kasernenwärter und für 17 verheiratete Unteroffiziere. Weiterhin errichtet wurden  das Montierungskammergebäude, das Patronenhaus, ein Pferdeunterstand, das Mannschaftsabortgebäude sowie die Arrestanstalt mit 28 Zellen, Arrestaufseher-Wohnung, Wache und Räumen für das Divisionsgericht.
Die Gebäude wurden auf Sockeln von Vogesen-Sandstein im Backsteinrohbau mit gelben Verblendsteinen sowie mit Gesimsen und Türeinfassungen aus demselben Sandstein ausgeführt, die Dächer mit Doppelfalzziegeln gedeckt; nur Waffenkammer-, Montierungskammergebäude und Patronenhaus hatten Holzzementdächer. Nordwestlich der Kaserne lag der Exerzierplatz, dessen nordwestlicher Teil am Mooswald mit Schießständen bebaut wurde.
Auf dem Gelände der Kaserne befindet sich heute das Verwaltungszentrum Nord, u. a. bis 2014 mit dem Kreiswehrersatzamt Freiburg, heute Bundesanstalt für Immobilienaufgaben. Ein Mannschaftsgebäude wurde für das Landesamt für Geologie, Rohstoffe und Bergbau umgebaut, ein weiteres für das Finanzamt Freiburg-Stadt. Auf dem Gelände des Exerzierplatzes befindet sich heute der Flugplatz Freiburg.